# Gregorio Luperini
Gregorio Luperini (Pisa, 10 febbraio 1994) è un calciatore italiano, centrocampista del Catania.

## Carriera

### Club
Cresciuto nei settori giovanili di Pisa e Sampdoria, nel 2013 si trasferisce a titolo temporaneo al Pontedera, che lo tessera a titolo definitivo l'anno successivo.
L'11 luglio 2015 viene ceduto a titolo definitivo alla Juventus, passando subito in prestito alla Pro Vercelli; poco impiegato nella prima parte di stagione, nel gennaio del 2016 fa ritorno al Pontedera.
Acquistato quindi dalla Cremonese, il 31 agosto 2016 passa a titolo temporaneo alla Pistoiese; il 24 agosto 2017 si trasferisce a titolo definitivo al club arancione.
Il 17 luglio 2019 firma un biennale con il Trapani,. Il 29 settembre segna la sua prima rete in serie B nel successo per 4-2 in casa dello Spezia. Lascia tuttavia la società granata al momento del suo fallimento.
Il 6 ottobre 2020 passa al Palermo, con cui si lega fino al 2023.Il 18 ottobre segna la sua prima rete con i rosanero nella sconfitta per 2-1 in casa del Bisceglie. 
Dopo aver conquistato la promozione in Serie B con i rosanero, il 18 agosto 2022 viene acquistato dal Perugia, con cui firma un triennale.. Il 3 settembre torna a segnare nel campionato cadetto, firmando l'unico gol nella sconfitta per 2-1 in casa del Brescia. Tuttavia dopo una sola stagione, conclusa con la retrocessione inn serie C, il 22 agosto 2023 passa ai corregionali della Ternana, con  cui firma un triennale. Il 30 settembre è autore di due assist nel successo per 3-0 contro la Reggiana, mentre il 17 dicembre segna la sua prima rete con gli umbri nel successo per 3-2 in casa del Lecco, completando la rimonta da 0-2 della sua squadra. 
Il 19 luglio 2024 viene acquistato a titolo definitivo dal Catania, in Serie C.

### Nazionale
Ha giocato nelle nazionali giovanili Under-17 ed Under-18.

## Statistiche

### Presenze e reti nei club
Statistiche aggiornate all'8 marzo 2025.
| Stagione         | Squadra          | Campionato       | Campionato | Campionato | Coppe nazionali | Coppe nazionali | Coppe nazionali | Coppe continentali | Coppe continentali | Coppe continentali | Altre coppe | Altre coppe | Altre coppe | Totale | Totale |
| Stagione         | Squadra          | Comp             | Pres       | Reti       | Comp            | Pres            | Reti            | Comp               | Pres               | Reti               | Comp        | Pres        | Reti        | Pres   | Reti   |
| ---------------- | ---------------- | ---------------- | ---------- | ---------- | --------------- | --------------- | --------------- | ------------------ | ------------------ | ------------------ | ----------- | ----------- | ----------- | ------ | ------ |
| 2013-2014        | Pontedera        | 1D               | 9          | 0          | CI+CI-LP        | 0+1             | 0               | -                  | -                  | -                  | -           | -           | -           | 10     | 0      |
| 2014-2015        | Pontedera        | LP               | 31         | 5          | CI+CI-LP        | 2+4             | 1+1             | -                  | -                  | -                  | -           | -           | -           | 37     | 7      |
| 2015-gen. 2016   | Pro Vercelli     | B                | 2          | 0          | CI              | 0               | 0               | -                  | -                  | -                  | -           | -           | -           | 2      | 0      |
| gen.-giu. 2016   | Pontedera        | LP               | 17         | 0          | CI+CI-LP        | -               | -               | -                  | -                  | -                  | -           | -           | -           | 17     | 0      |
| Totale Pontedera | Totale Pontedera | Totale Pontedera | 57         | 5          |                 | 7               | 2               |                    | -                  | -                  |             | -           | -           | 64     | 7      |
| ago. 2016        | Cremonese        | LP               | 0          | 0          | CI              | 1               | 0               | -                  | -                  | -                  | -           | -           | -           | 1      | 0      |
| ago. 2016-2017   | Pistoiese        | LP               | 24         | 1          | CI-LP           | -               | -               | -                  | -                  | -                  | -           | -           | -           | 24     | 1      |
| 2017-2018        | Pistoiese        | C                | 34+1       | 5+0        | CI-C            | -               | -               | -                  | -                  | -                  | -           | -           | -           | 35     | 5      |
| 2018-2019        | Pistoiese        | C                | 35         | 10         | CI+CI-C         | 1+1             | 0+1             | -                  | -                  | -                  | -           | -           | -           | 37     | 11     |
| Totale Pistoiese | Totale Pistoiese | Totale Pistoiese | 93+1       | 16         |                 | 2               | 1               |                    | -                  | -                  |             | -           | -           | 96     | 17     |
| 2019-2020        | Trapani          | B                | 30         | 5          | CI              | 2               | 0               | -                  | -                  | -                  | -           | -           | -           | 32     | 5      |
| 2020-2021        | Palermo          | C                | 30+3       | 5+1        | -               | -               | -               | -                  | -                  | -                  | -           | -           | -           | 33     | 6      |
| 2021-2022        | Palermo          | C                | 33+8       | 4+2        | CI-C            | 3               | 1               | -                  | -                  | -                  | -           | -           | -           | 44     | 7      |
| Totale Palermo   | Totale Palermo   | Totale Palermo   | 63+11      | 9+3        |                 | 3               | 1               |                    | -                  | -                  |             | -           | -           | 77     | 13     |
| 2022-2023        | Perugia          | B                | 35         | 5          | CI              | -               | -               | -                  | -                  | -                  | -           | -           | -           | 35     | 5      |
| 2023-2024        | Ternana          | B                | 34+2       | 4+0        | CI              | -               | -               | -                  | -                  | -                  | -           | -           | -           | 36     | 4      |
| 2024-2025        | Catania          | C                | 16         | 0          | CI+CI-C         | 0+2             | 0+1             | -                  | -                  | -                  | -           | -           | -           | 18     | 1      |
| Totale carriera  | Totale carriera  | Totale carriera  | 330+14     | 44+3       |                 | 17              | 5               |                    | -                  | -                  |             | -           | -           | 361    | 52     |